# Franz Pirolt
Franz Pirolt (* 14. September 1961 in St. Veit an der Glan, Kärnten) ist ein österreichischer Politiker. Er ist seit 2009 Bürgermeister der Stadtgemeinde Straßburg und war von 2011 bis 2013 Mitglied des österreichischen Bundesrates für die FPÖ bzw. die FPK in Kärnten und von 2013 bis 2023 Landtagsabgeordneter.

## Laufbahn
Nach Beendigung der Pflichtschule absolvierte Pirolt die Büroschule im Stift St. Georgen am Längsee und stieg darauffolgend in eine landwirtschaftliche Ausbildung ein, die er mit dem Meisterbrief abschloss. Den Präsenzdienst hat er als Pionier in der Villacher Henselkaserne abgeleistet.
Seine politische Laufbahn begann im Dezember 2001 als Vizebürgermeister der Stadtgemeinde Straßburg. Gernot Rumpolds Vater Karl Rumpold stellte seine Funktion zur Verfügung und wurde damit zum politischen Ziehvater.
Pirolt wurde im Jahr 2009 zum Straßburger Bürgermeister gewählt und folgte damit seinem Amtsvorgänger und Fraktionskollegen Ferdinand Wachernig, welcher Straßburg über 18 Jahre als Bürgermeister vorstand.
Im April 2011 wurde Pirolt auf das Bundesratsmandat von Peter Zwanziger gewählt, welcher von Wien in den Kärntner Landtag wechselte, nachdem Manfred Stromberger sein Landtagsmandat aufgrund der sogenannten Connect-Affäre zur Verfügung stellte.